# باجور، پاکستان
باجور (به انگلیسی: Bajaur Agency) یک منطقهٔ مسکونی در پاکستان است که در مناطق قبیله‌ای فدرال واقع شده‌است. باجور ۱٬۲۹۰ کیلومتر مربع مساحت و ۱٬۰۹۳٬۶۸۴ نفر جمعیت دارد.